# Alice the Whaler
Alice the Whaler é um curta-metragem de animação estadunidense de 1927, lançado como parte da série Alice Comedies.